# Liste der Kulturdenkmäler in Rittersdorf (Eifel)
In der Liste der Kulturdenkmäler in Rittersdorf sind alle Kulturdenkmäler der rheinland-pfälzischen Ortsgemeinde Rittersdorf aufgeführt. Grundlage ist die Denkmalliste des Landes Rheinland-Pfalz (Stand: 27. Juni 2022).

## Denkmalzonen
| Bezeichnung                  | Lage                     | Baujahr | Beschreibung | Bild                           |
| ---------------------------- | ------------------------ | ------- | --- | ------------------------------ |
| Denkmalzone Burg Rittersdorf | Bitburger Straße 30 Lage | 1294    | ehemalige Wasserburg; um einen rechteckigen Innenhof angeordnete Gebäude: Bergfried, dendrodatiert auf 1294, Wohnturm, im Kern aus dem 14. Jahrhundert, spätgotischer Ausbau in der Mitte des 16. Jahrhunderts, Palas, Renaissanceportal bezeichnet 1575 | weitere Bilder Fotos hochladen |

## Einzeldenkmäler
| Bezeichnung                        | Lage                                         | Baujahr                            | Beschreibung | Bild                           |
| ---------------------------------- | -------------------------------------------- | ---------------------------------- | --- | ------------------------------ |
| Wohnhaus                           | Bergstraße 11 Lage                           | nach 1800                          | Flurküchenhaus, nach 1800, Aufstockung in der zweiten Hälfte des 19. Jahrhunderts, ehemaliger Schweinestall, bezeichnet 1872 (Spolie) | Fotos hochladen                |
| Hofanlage                          | Bitburger Straße 47 Lage                     | um 1860/70                         | ortsbildprägende Gruppe bestehend aus Wohnhaus und Streckhof, um 1860/70                                                              | Fotos hochladen                |
| Wohnhaus                           | Borenstraße 8 Lage                           | 1832                               | vierachsiges Wohnhaus mit Kniestock, bezeichnet 1832                                                                                  | Fotos hochladen                |
| Katholische Pfarrkirche St. Martin | Kirchplatz 9 Lage                            | 1833                               | spätgotischer Chorturm, 1870 Aufstockung und Strebepfeiler, Schiff 1833, Erweiterung 1954, Architekt Hans Geimer; mit Ausstattung     | weitere Bilder Fotos hochladen |
| Wohnhaus                           | Mühlenstraße 5 Lage                          | zweite Hälfte des 18. Jahrhunderts | barockes Wohnhaus, zweite Hälfte des 18. Jahrhunderts; straßenbildprägend                                                             | BW                             |
| Quereinhaus                        | Nimsstraße 23 Lage                           | spätes 17. Jahrhundert             | Quereinhaus; Wohnteil mit Flurküche, spätes 17. Jahrhundert                                                                           | Fotos hochladen                |
| Wohnhaus                           | Prümer Straße 2 Lage                         | 1819                               | vierachsiges Wohnhaus mit Kniestock, bezeichnet 1819                                                                                  | Fotos hochladen                |
| Pfarrhaus                          | Prümer Straße 3 Lage                         | 1757                               | ehemaliges katholisches Pfarrhaus; großvolumiger Krüppelwalmdachbau, bezeichnet 1757; ehemaliges Wirtschaftsgebäude, bezeichnet 1762  | Fotos hochladen                |
| Wohnhaus                           | Prümer Straße 6 Lage                         | 1742                               | dreiachsiges Wohnhaus, am Nebengebäude Portal, bezeichnet 1742                                                                        | Fotos hochladen                |
| Portal                             | Prümer Straße, an Nr. 17 Lage                | spätes 16. Jahrhundert             | Portalgewände, spätes 16. Jahrhundert                                                                                                 | Fotos hochladen                |
| Wohnhaus                           | Prümer Straße 18 Lage                        | 1761                               | kleines Wohnhaus, bezeichnet 1761, Scheune                                                                                            | Fotos hochladen                |
| Dorfgemeinschaftshaus              | Schulstraße 8 Lage                           | 1928                               | ehemalige Schule; Putzbau, expressionistische Motive, ehemaliges Aborthäuschen, 1928                                                  | Fotos hochladen                |
| Wasserbehälter                     | Waxweiler Straße Lage                        | 1911                               | Wasserbehälter; Kalksteinfassade, flügelartige Stützmauern, 1911                                                                      | BW                             |
| Wohnhaus                           | Waxweiler Straße 2 Lage                      | frühes 19. Jahrhundert             | Wohnhaus, frühes 19. Jahrhundert; ortsbildprägend                                                                                     | Fotos hochladen                |
| Portal                             | Waxweiler Straße, an Nr. 3 Lage              | 1790                               | Portal, bezeichnet 1790 | BW                             |
| Dameskreuz                         | Zum Bildchen, am Ortsausgang Lage            | 1773                               | Wegekreuz, bezeichnet 1773 und 1911 (Wiedererrichtung)                                                                                | weitere Bilder Fotos hochladen |
| Wegekreuz                          | nordöstlich des Ortes an einer Weggabel Lage | Anfang des 19. Jahrhunderts        | Wegekreuz, Sandstein, wohl vom Anfang des 19. Jahrhunderts                                                                            | BW                             |
| Wegekreuz                          | südlich des Ortes an der L 5 Lage            | 1872                               | barockisierendes Schaftkreuz, bezeichnet 1872, Architekt Peter Quirin, Kyllburg                                                       | BW                             |
| Bildchenkapelle                    | südwestlich des Ortes an der L 9 Lage        | 1908                               | romanisierender Hausteinbau mit Dachreiter, 1908, Architekt Joseph Mockenhaupt                                                        | weitere Bilder Fotos hochladen |
| Giedenkreuz                        | westlich des Ortes Lage                      |                                    | Wegekreuz; Schaftkreuz in spätgotischer Tradition                                                                                     | BW                             |